# Al-Sukhnah
Al-Sukhnah o  (en árabe: السخنة‎:, también deletreado al-Sukhanah o al-Sujné) es una ciudad en el este de Siria bajo la administración de la gobernación de Homs, localizada al este de Homs, en el Desierto sirio. Cercana a las ciudades de Mayadin, Deir ez-Zor y al-Asharah al este; al-Thawrah y Raqa al norte; Salamiyah al del oeste; Arak y Palmira al suroeste.
Según la Agencia Central de Estadísticas Siria (CBS), al-Sukhnah tenía una población de 16 173 habitantes en el censo de 2004. Es el centro administrativo del subdistrito (nahiyah) de al-Sukhnah, que está compuesto por seis ciudades con una población conjunta de 21 880 según el censo 2004. Los habitantes de la ciudad son predominantemente musulmanes suníes. Al-Sukhnah atrajo centenares de habitantes de pueblos cercanos durante el siglo pasado y actualmente es un centro de procesamiento de gas natural.

## Etimología
Al-Sukhnah significa "el tibio" en árabe, cuyo nombre se debe a los manantiales de agua sulfurosas cercanos. Hasta principios del siglo XX, los habitantes del pueblo se bañaban en estos manantiales termales.

## Historia
En el 634, tras la captura de Arak por el Califato ortodoxo de Khalid ibn Walid, al-Sukhnah recibió pacíficamente al ejército musulmán después de oír los términos de rendición tan generosos en Arak. En 1225, al-Sukhnah fue descrito por el geógrafo árabe Yaqut al-Hamawi como "una ciudad pequeña en el Desierto sirio, ubicada entre Palmira, 'Urd y Arak. Junto a su manantial existen palmeras. Se encuentra en la carretera entre Damasco y Raqa, antes de llegar a Arak". A mediados del siglo XIV, Ibn Batuta escribió que al-Sukhnah era "una bella ciudad", con una población mayoritariamente cristiana. Descubrió que al-Sukhnah recibió su nombre del calor de sus aguas termales y que había baños en la ciudad.

Subdistrito de Al-Sukhnah

Durante los siglos XVII y XVIII, al-Sukhnah era un importante centro de comercio en el Desierto sirio entre los habitantes de pueblos cercanos y varias tribus beduinas. Sobre todo, los Sawakhina ("personas de al-Sukhnah"), solían comerciar con la confederación tribal 'Annizzah. A diferencia de la mayoría de las tribus beduinas, los 'Anizzah no tuvieron relaciones económicas con los pueblos de Siria y su comercio con al-Sukhnah era excepcional. Los 'Anizzah comerciaban con camellos, caballos y cuero mientras que los mercaderes de al-Sukhnah comerciaban con trigo, ropa, armas y utensilios. Sin embargo, a mediados del siglo XIX, su relevancia disminuyó con el esplandor de Deir ez-Zor, y muchos de sus habitantes emigraron a dicha ciudad y a Alepo, Homs y Hama. A principios del siglo XX, en al-Sukhnah había aproximadamente 100 casas y un gran puesto fronterizo fortalecido y regido por un regimiento otomano. Sus habitantes vivían en la pobreza y su subsistencia dependía de la agricultura de grano. No obstante, hasta la actualidad, al-Sukhnah continúa funcionando como centro del comercio entre sus habitantes y las tribus cercanas, como los 'Umur y los Sba'un, dos tribus derivadas de los 'Anizzah.

### Guerra Civil Siria
Después de varios intentos fallidos, Dáesh capturó la ciudad el 13 de mayo de 2015, como parte de su ofensiva para controlar Palmira y el Desierto sirio, una área estratégica que es clave para las líneas de abastecimiento de ISIS y una área con numerosos pozos petrolíferos. Durante la batalla para conquistar al-Sukhnah, el Ejército sirio perdió 70 militares, mientras que Dáesh perdió 40 de sus militantes. Aproximadamente 1 800 familias huyeron de la ciudad y se refugiaron en Palmira. Tras la captura de al-Sukhnah, Dáesh ejecutó a 26 civiles, diez de ellos decapitados.
El 6 de agosto de 2017, el Ejército Árabe Sirio y tropas aliadas expulsaron al Dáesh de Al-Sukhnah y tomaron el control de la ciudad.

## Economía
Los habitantes de Sukhnah mantuvieron la relación con las distintas tribus de la región a través de relaciones económicas y jerárquicas. Pagaron la recaudación de su cosecha de grano al Sba'un, quien a cambio protegió su comercio. También dejaron sus rebaños de oveja a los 'Umur y los Hadidiyin. Los habitantes de al-Sukhnah abastecen a todas estas tribus con grano, tela, ropa, diferentes objetos domésticos y alimentos, mientras los ciudadanos adquieren de ellos productos pastorales que revenden a las ciudades grandes de Siria. Actualmente, al-Sukhnah se ha convertido en un centro industrial de gas natural.